# 플리트비체 호수 사건
플리트비체 호수 사건(크로아티아어: Krvavi Uskrs na Plitvicama) 또는 플리트비체 피의 부활절(크로아티아어: Plitvički krvavi Uskrs)은 크로아티아 독립 전쟁에서 처음으로 사상자가 발생한 충돌이다. 1991년 3월 31일 크로아티아의 플리트비체 호수에서 크로아티아 경찰과 세르비아계 크로아티아인이 세운 SAO 크라이나의 무장 반군이 서로 충돌했다. 전투로 SAO 크라이나의 병사가 플리트비체 국립공원 지역을 장악했으나 이후 크로아티아가 탈환했다. 이 충돌로 양측에서 1명이 사망하며 민족 갈등이 매우 심각해졌다.
이 전투에서 유고슬라비아의 대통령이 유고슬라비아 인민군에게 진군하여 양 측 사이에 완충 지대를 수립하라는 명령을 내렸다. 유고 인민군이 다음 날 도착하여 크로아티아 경찰에게 철수를 요구하는 최후통첩을 보냈다. 플리트비체 호수 지역을 점령한 크로아티아 특수경찰은 4월 2일까지 철수했으나 새로 설치된 크로아티아 경찰서에 90명이 여전히 주둔하였다. 경찰서는 3달 후 유고 인민군이 포위하여 1991년 8월에 함락되었다.

## 배경
1990년, 크로아티아의 총선에서 크로아티아 사회주의 공화국 내 다수당으로 크로아티아 민주연합(HDZ)가 집권하며 크로아티아인과 세르비아인 내 민족 분쟁이 심해졌다. 유고 인민군은 크로아티아의 저항을 약화시키기 위해 크로아티아 영토방위군의 무기를 압수하였다. 8월 17일, 세르비아계 크로아티아인이 무장 봉기를 시작하여 민족 갈등이 반란으로 확산되며 크닌 인근의 달마티아 연안 세르비아계 인구 밀집 지역을 중심으로 리카, 코르둔, 바노비나, 슬라보니아 등 지역에서 반란 사태가 확대되었다. 세르비아계 크로아티아인은 크로아티아의 대통령 프라뇨 투지만의 크로아티아 독립 정책에 반발하며 1990년 7월 세르비아 국가위원회를 수립하였다. 이 위원회에서 크닌 서남쪽 작은 마을의 치과의사였던 밀란 바비치가 대통령으로 선출되었으며 크닌 경찰서장 밀란 마르티치는 준군사 민병대를 설립하였다. 이 두 사람은 나중에 크로아티아 내 세르비아인 밀집 지역을 통합하여 독립을 선포한 세르비아 크라이나 공화국(RSK)의 정치적, 군사적 지도자가 되었다.
1991년 초까지 크로아티아는 정규군이 없었다. 크로아티아는 국방력을 강화하기 위해 경찰요원을 2만명으로 약 두배 가까이 늘렸다. 이중 가장 효과가 좋았던 것은 군대 조직을 따른 12개 대대 3천명의 크로아티아 특수경찰 병력이었다. 또한 크로아티아 지역별로 예비경찰 16개 대대, 10개 중대 9천-1만명을 수립하였으나 무기가 부족했다.
세르비아계의 통제 하에 영토를 통일하기 위한 노력으로 크로아티아 내의 세르비아계 지도자들은 1991년 3월 25일 플라트비체 호수에서 정치 집회를 열어 SAO 크라이나에 호수 지역을 편입할 것을 요구했다. 3일 후인 3월 28일엔 SAO 크라이나 특수경찰이 지역을 장악하고 무장한 민간인의 도움으로 플리트비체 국립공원에 있는 크로아티아 공무원들을 내쫓았다. SAO 크라이나가 플라트비체 호수에 주둔시킨 병력은 대략 백여명이었다. 이 지역은 상대적으로 인구 밀도가 낮았으며 세르비아인들에겐 명백한 위협이 없었다. 기자 팀 주다흐는 이 움직임은 리카 및 바노비아 지역의 세르비아 마을을 연결하는 공원 남북을 잇는 도로를 장악하여 전략적 목표를 달성하러는 시도였을 것이라고 추측했다.

## 전개
크로아티아는 플리트비체 호수 지역을 탈환하기 위해 카를로바츠와 고스피치 지역의 추가 경찰력 지원을 바탕으로 자그레브 안팎의 루치코 대테러부대, 라키테, 실레메 특수경찰 등 여러 특수경찰 병력을 파견하였다. 요시프 루치치가 지휘하는 경찰병력은 여러 버스, 승합차, 병력수송장갑차 등을 동원하여 플라트비체 호수 지역으로 진격했다. 루치치가 직접 지휘하는 180명 가량의 라키테 특수경찰부대(SPU)는 코라나강 다리를 통해 짙은 안개 속에서 자그레브에서 나 있는 주도로를 통해 도착했다. 코라나강 다리는 1991년 3월 30일에서 31일로 넘어가는 자정에 루츠코 부대가 장악하였다. 보조병력은 리치코 페트로보 셀로를 통해 플리트비체 호수 지역으로 접근했으며 쿠므로베츠 특수경찰부대는 호수와 고스피치 사이 류보노 고개를 장악해 주병력의 우익을 안전하게 만들었다. 크로아티아가 보낸 총 공격군은 대략 3백명 가까이 되었다.
경찰 부대는 3월 31일 부활절 오전 7시 직전 플리트비체 호수 인근의 SAO 크라이나가 설치한 바리케이드 부근에서 기습당했다. SAO 크라이나 병력은 크로아티아 경찰이 탄 차량을 공격하다 2시간 30분 후에 국립공원 우체국으로 후퇴하였다. 크로아티아는 진격하였으나 깊은 눈에 방해를 받으며 부상자 6명이 발생했다. 공격군은 오전 11시에 목표를 달성했다. 공격 작전이 완료될 즈음, 요시프 요비치가 후퇴하는 SAO 크라이나 병사의 기관총의 총탄에 맞아 사망하면서 크로아티아 독립 전쟁 최초의 크로아티아군의 사망자가 발생했다. 그 직후 유고슬라비아 공군이 양 측의 부상자를 싣기 위해 밀 Mi-8 헬리콥터를 보냈으며 1시간 반 후 호수 지역을 떠났다. 헬리콥터는 이 당시 유고 공군의 최고지휘관인 3성장군 안톤 투스가 크로아티아 내무부 장관 요시프 볼코바츠의 요청에 따라 파견한 것이었다. 플리트비체 호수 주변의 전투가 끝나며 남쪽에 있는 코레니차에서 산발적인 총격 사건이 들려왔다. 같은 날 오후, 플리트비체 호수에 크로아티아 경찰서가 세워졌으며 토미슬라브 일리치가 지역 경찰 지휘관으로 임명되었다. 경찰서엔 고스피치에서 재배치된 경찰관 90명 가량이 배치되었다.
같은 날 저녁 유고슬라비아의 대통령직은 충돌에 대해 논의하기 위해 비상회의를 열었다. 대통령직의 세르비아계 대표인 보리사브 요비치의 주장으로 유고 인민군이 개입하여 지역을 장악해 추가 전투를 막기로 하였다. 세르비아 의회도 긴급의회를 소집하여 플리트비체 호수의 충돌을 실질적인 전쟁 명분으로 간주하고 자그레브와 충돌하는 크라이나의 세르비아계에게 "모든 필요한 지원"을 해 줄 것이라고 결론내렸다.다음 날 SAO 크라이나는 호수 지역을 세르비아 영토로 편입하며 크로아티아 내의 세르비아계 공화국의 헌법과 법률을 준수하는 곳이라는 결의안을 통과시켰다. 크로아티아 정부는 세르비아의 대통령인 슬로보단 밀로셰비치가 유고슬라비아가 느슨한 연합으로 바뀌지 않는 한 독립을 밀고 나갈 것이라는 크로아티아를 막기 위해 일을 벌인다고 비난했다. 또한 유고 인민군이 크로아티아 정부를 전복시키러 시도한다고 비난했다.

### 유고 인민군의 개입
4월 1일, 유고 인민군은 제1군구와 제5군구의 병력을 출동시켜 플리트비체 호수 지역에 양 집단을 분리시키는 완충지역을 수립했다. 출동 병력엔 바냐루카에 주둔하던 제329기갑여단 기갑대대, 델니체에 주둔하던 제6산악여단 대대, 야스트레바르스코와 카를로바츠에 주둔하던 제4기갑여단 정찰대대 및 기계화대대, 자그레브에 주둔하던 제306대공경포병연대 대대, 사모보르에 주둔하던 제367통신연대 통신중대, 리예카에 주둔하던 제13헌병대대 중대, 리예카에 주둔하던 제13프롤레타리아차량화여단 방공포 부대들이 있었다. 최종적으로는 제5군구가 플리트비체 호수 지역에 전진지휘부를 수립했다. 플리트비체 호수 지역의 유고 인민군은 중령 이반 슈티마츠의 지휘를 받았다.
제5군구 지휘관인 소장 안드리야 라셰타의 명령으로 유고 인민군의 개입은 양 측 중 어디도 보호하는 것이 아니며 특정 기간 동안 민족 분쟁을 막기 위해 파견된 것 뿐이라고 기자회견을 열었다. 하지만 크로아티아 정부는 유고 인민군의 움직임에 격렬하게 반발했다. 대통령 투지만의 측근인 마리오 노빌로는 유고 인민군 측이 크로아티아 관료에게 경찰이 플리트비체에서 철수하지 않으면 교전할 것이라고 말했다고 주장했다. 라디오 방송에서 투지만 대통령은 유고 인민군은 행동 지침이 달라지지 않을 경우 적대병력으로 간주할 것이라고 말했다. 4월 2일, 유고 인민군은 플리트비체의 크로아티아 경찰에게 철수하라고 최후통첩을 내렸다. 같은 날 특수경찰은 플리트비체에서 철수했으나, 신설된 경찰서의 경찰관 90명은 그대로 남아있었다.

## 여파

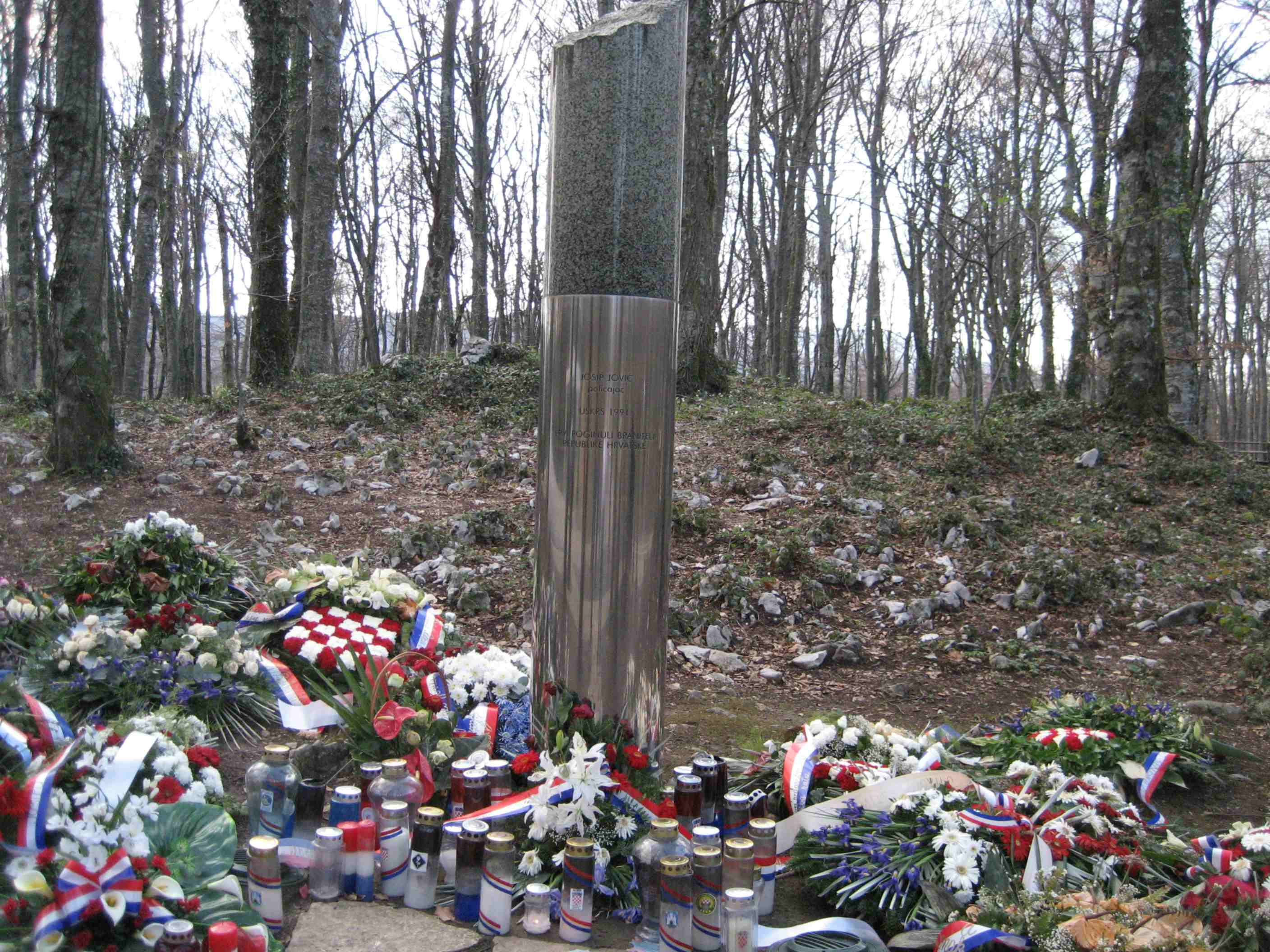
작전 중 사망한 첫 크로아티아 경찰관인 요시프 요비치의 추모비.

충돌에서 크로아티아 측 사망자는 경찰관 요시프 요비치 1명이었다. SAO 크라이나 병력도 라이코 부카디노비치가 전투 중 사망하면서 전쟁 중 첫 세르비아계 크로아티아인의 교전 중 사망자가 발생했다. 총 20명이 부상을 입었으며 이 중 7명이 크로아티아 경찰이다. 크로아티아 경찰은 SAO 크라이나 병사 29명을 포로로 잡았으며, 이 중 18명을 반란 혐의로 기소하였다. 수감자 중에는 나중에 세르비아 크라이나 공화국의 대통령이 되는 고란 하지치도 있었으나 그는 얼마 가지 않아 풀러났다. 정부는 하지치의 석방은 선의의 표시라고 설명했으나 볼코바츠는 1991년 크로아티아 정부와 협력한 이력 때문에 풀러난 것이라고 주장했다. 전투 이후 이탈리아인이 대부분인 관광객 400명은 플리트비체 호수에서 피난하였다.
플리트비체 호수의 충돌은 크로아티아의 전반적 상황을 악화시켰고 민족 분쟁이 심화되었다. 유고 인민군의 개입으로 플리트비체 호수에서 세르비아계와 크로아티아계가 분리되었으나, 이 지역의 상황은 충돌 이후 악화되었다. 인근의 플라슈키에서는 지역 경찰서에 크로아티아인이 쫓겨나고 세르비아인 관료로 바뀌었다. SAO 크라이나와 크로아티아 양측 모두 사보르스코-리치카 야세니차-오구린 도로에 바리케이드를 세우며 봉쇄하였다. 여름이 되면 도로 봉쇄 지역은 플라슈키 북쪽에서 사보르스코 남쪽까지로 확대되었으며 크로아티아 정부는 4월 2일에 30개나 되는 경찰서를 새로 신설했다. 도로가 봉쇄된 곳에서는 유고 인민군 차량만 통행이 가능했으며, 지역의 식량, 의약품, 전력 부족이 가속화되었다.
5월 2일에는 SAO 크라이나의 집권당인 세르비아 민주당이 플리트비체 호수 지역에서 크로아티아 경찰을 철수하라는 조직적인 행진과 정치적 집회를 열었다. 바비치와 보이슬라브 셰셸가 이끄는 행진은 플리트비체 호수 인근에서 유고 인민군의 저지로 전진하지 못했으며 티토나 코레니차로 돌아갔다. 유고 인민군은 7월 1일 크로아티아 경찰이 유고 인민군 장교 2명을 납치하고 투옥했다는 구실로 플리트비체 호수 경찰서를 봉쇄했다. 7월 6일부터는 SAO 크라이나 병력과 유고 인민군이 플리트비체 호수 동남쪽의 티토바 코레니차-고스피치 도로가 있는 류보로 고개를 공격하기 시작했으며 이달 말까지 크로아티아 국가방위군을 몰아내고 고개를 장악하였다. 여름 내내 유고 인민군은 4월에 플리트비체 호수에 배치한 병력을 이용하여 리카 지역의 크로아티아군과 지속적으로 전투를 벌였다. 이 전투는 8월 30일 유고 인민군이 플리트비체 경찰서를 점거하고 다음 날 고스피치 전투가 시작되면서 격렬해졌다.
여러 문헌에서 요시프 요비치는 크로아티아 독립 전쟁 최초의 사망자라고 기록한다. 1994년엔 그의 출생지였던 아르자노에 추모비가 세워졌다. 전후엔 그가 사망한 장소에 추모비가 세워졌으며 매년 충돌 기념식이 열린다. 플리트비체 호수에선 매년 충돌과 요비치 추모식이 열린다.

## 참고 문헌

### 서적
- Armatta, Judith (2010). 《Twilight of Impunity: The War Crimes Trial of Slobodan Milosevic》. Durham, North Carolina: Duke University Press. ISBN 978-0-82234746-0.
- Bennett, Christopher (1995). 《Yugoslavia's Bloody Collapse: Causes, Course and Consequences》. London, England: C. Hurst & Co. ISBN 9781850652328.
- Central Intelligence Agency, Office of Russian and European Analysis (2002). 《Balkan Battlegrounds: A Military History of the Yugoslav Conflict, 1990–1995》. Washington, D.C.: Central Intelligence Agency. OCLC 50396958.
- Crnobrnja, Mihailo (1996). 《The Yugoslav Drama》. Montreal, Quebec: McGill-Queen's University Press. ISBN 9780773566156.
- Goldstein, Ivo (1999). 《Croatia: A History》. Montreal, Quebec: McGill-Queen's University Press. ISBN 9780773520172.
- Grandits, Hannes; Leutloff, Carolin (2003). 〈Discourses, Actors, Violence: The Organisation of War-Escalation in the Krajina Region of Croatia 1990–91〉.   Koehler, Jan; Zürcher, Christoph. 《Potentials of Disorder: Explaining Conflict and Stability in the Caucasus and in the Former Yugoslavia》. Manchester, England: Manchester University Press. 23–45쪽. ISBN 9780719062414.
- Hoare, Marko Attila (2010). 〈The War of Yugoslav Succession〉.   Ramet, Sabrina P. 《Central and Southeast European Politics Since 1989》. Cambridge, England: Cambridge University Press. 111–136쪽. ISBN 978-1-139-48750-4.
- Judah, Tim (2009). 《The Serbs: History, Myth and the Destruction of Yugoslavia》. New Haven, Connecticut: Yale University Press. ISBN 9780300158267.
- Meier, Viktor (2013). 《Yugoslavia: A History of its Demise》. London, England: Routledge. ISBN 9781134665105.
- Mesić, Stjepan (2004). 《The Demise of Yugoslavia: A Political Memoir》. Budapest, Hungary: Central European University Press. ISBN 978-963-9241-81-7.
- Nazor, Ante (2007). 《Počeci suvremene hrvatske države: kronologija procesa osamostaljenja Republike Hrvatske: od Memoranduma SANU 1986. do proglašenja neovisnosti 8. listopada 1991》 [Beginnings of the Modern Croatian State: A Chronology of the Independence of the Republic of Croatia: from 1986 SANU Memorandum to the Declaration of Independence on 8 October 1991] (크로아티아어). Zagreb, Croatia: Croatian Homeland War Memorial Documentation Centre. ISBN 9789537439019.
- Petković, T. (2007). 〈Odelenju bezbednosti KRV i PVO, Sumarni izveštaj za 02.04.1991.g.〉 [To Security Department of the Air Force and Air Defence Command, Summary Report for 2 April 1991].   Rupić, Mate. 《Republika Hrvatska i domovinski rat 1990.-1995., dokumenti, knjiga 1》 [Republic of Croatia and the Croatian War of Independence 1991–95, Documents, Volume 1] (PDF) (세르비아어). Zagreb, Croatia: Croatian Memorial-Documentation Centre of the Homeland War. 102–104쪽. ISBN 9789537439033. 2016년 11월 26일에 원본 문서 (PDF)에서 보존된 문서. 2019년 2월 1일에 확인함.
- Repe, Božo (2009). 〈Balkan Wars〉.   Forsythe, David P. 《Encyclopedia of Human Rights, Volume 1》. Oxford, England: Oxford University Press. 138–147쪽. ISBN 978-0-19-533402-9.
- Wachtel, Andrew; Bennett, Christopher (2012). 〈The Dissolution of Yugoslavia〉.   Ingrao, Charles W.; Thomas Allan Emmert. 《Confronting the Yugoslav Controversies: A Scholars' Initiative》. West Lafayette, Indiana: Purdue University Press. 13–47쪽. ISBN 978-1-55753-533-7.

### 저널 문헌
- Marijan, Davor (December 2006). “Djelovanje JNA i pobunjenih Srba u Lici 1990.-1992. godine” [Activities of the JNA and rebel Serbs in Lika in 1991–1992]. 《The Review of Senj》 (크로아티아어) (City Museum Senj – Senj Museum Society) 33 (1). ISSN 0582-673X.

### 뉴스 르포
- Capar, Luka (2013년 3월 29일). “Obljetnica: 'Krvavi Uskrs' na Plitvicama 1991. godine” [Anniversary: "Bloody Easter" at Plitvice, 1991]. 《Večernji list》 (크로아티아어). ISSN 1333-9192. 2013년 10월 14일에 원본 문서에서 보존된 문서.
- Capar, Luka (2013년 3월 31일). “Obljetnica: Josip Jović – prva žrtva Domovinskog rata” [Anniversary: Josip Jović – the First Victim of the Croatian War of Independence]. 《Večernji list》 (크로아티아어). ISSN 1333-9192. 2013년 10월 13일에 원본 문서에서 보존된 문서.
- Dukić, Snježana (2001년 3월 30일). “Na okruglom stolu i general Ivan Štimac koji je zapovijedao tenkovima JNA na Plitvicama!” [General Ivan Štimac who Commanded JNA Tanks at Plitvice Attends Roundtable!]. 《Slobodna Dalmacija》 (크로아티아어). ISSN 1333-9192. 2013년 10월 29일에 원본 문서에서 보존된 문서.
- “Obilježena 21. obljetnica akcije "Plitvice" i pogibije Josipa Jovića” [The 21st Anniversary of the Operation Plitvice and Death of Josip Jović Marked]. 《Novi list》 (크로아티아어). HINA. 2012년 3월 31일. ISSN 1334-1545. 2012년 4월 1일에 원본 문서에서 보존된 문서.
- Perica, Silvana; Bičak, Snježana (2011년 5월 30일). “Boljkovac: Goran Hadžić bio je mirotvorac, surađivao je 1991.” [Boljkovac: Goran Hadžić was a Peacemaker, he Collaborated in 1991]. 《Večernji list》 (크로아티아어). ISSN 1333-9192. 2013년 10월 29일에 원본 문서에서 보존된 문서.
- Radoš, Ivica (30 March 2006). “Obljetnica krvavog Uskrsa 1991.: Posljednje riječi su mu bile: 'Tata, tata'” [1991 Bloody Easter Anniversary: His Last Words were: Dad, Dad]. 《Jutarnji list》 (크로아티아어). ISSN 1331-5692. 29 October 2013에 원본 문서에서 보존된 문서.
- “Roads Sealed as Yugoslav Unrest Mounts”. 《The New York Times》. Reuters. 1990년 8월 19일. ISSN 0362-4331. 2013년 9월 21일에 원본 문서에서 보존된 문서.
- Sudetic, Chuck (1991년 4월 1일). “Deadly Clash in a Yugoslav Republic”. 《The New York Times》. ISSN 0362-4331. 2013년 6월 14일에 원본 문서에서 보존된 문서.
- Vidović, Iva (2013년 3월 31일). “Branitelji se povukli sa skupa na Plitvicama: Gdje je predsjednik?!” [Veterans Pull Out of the Plitivce Event: Where is the President?!]. 《Večernji list》 (크로아티아어). ISSN 1333-9192. 2013년 10월 14일에 원본 문서에서 보존된 문서.

### 기타 문헌
- “In memoriam: Josip Jović” (크로아티아어). Ministry of the Interior (Croatia). 29 March 2011. 27 April 2014에 원본 문서에서 보존된 문서.
- Nazor, Ante (October 2012). “Krvavi Uskrs – Akcija Plitvice” [Bloody Easter – Operation Plitvice]. 《Hrvatski vojnik》 (크로아티아어) (Ministry of Defence (Croatia)) (407). ISSN 1333-9036. 2014년 4월 27일에 원본 문서에서 보존된 문서. 2019년 2월 1일에 확인함.
- “The Prosecutor vs. Milan Martic – Judgement” (PDF). International Criminal Tribunal for the former Yugoslavia. 2007년 6월 12일.
- Žužul, Marija (2010). 〈Josip Jović – Prva žrtva Domovinskog rata〉 [Josip Jović – The First Victim of the Croatian War of Independence].   Kreš, Marija. 《Policija u Domovinskom ratu 1990.-1991.》 [Police in the Croatian War of Independence 1990–1991] (PDF) (크로아티아어). Ministry of the Interior (Croatia). 21–27쪽. 2017년 7월 3일에 원본 문서 (PDF)에서 보존된 문서. 2019년 2월 1일에 확인함.